# Rödeby landskommun
Rödeby landskommun var en tidigare kommun i Blekinge län.

## Administrativ historik
När 1862 års kommunalförordningar började gälla inrättades över hela landet cirka 2 400 landskommuner, de flesta bestående av en socken. Därutöver fanns 89 städer och 8 köpingar, som då blev egna kommuner.
Denna kommun bildades i Rödeby socken i Östra härad i Blekinge.
Kommunreformen 1952 påverkade inte Rödeby kommun, vilken kvarstod som egen kommun fram till 1974 då den genom sammanläggning förenades med Karlskrona kommun.
Kommunkoden 1952–73 var 1005.

### Kyrklig tillhörighet
I kyrkligt hänseende tillhörde kommunen Rödeby församling.

## Geografi
Rödeby landskommun omfattade den 1 januari 1952 en areal av 129,38 km², varav 123,96 km² land.

### Tätorter i kommunen 1960
| Tätort              | Folkmängd |
| ------------------- | --------- |
| Rödeby              | 1 672     |
| Spjutsbygd, del ava | 143       |

Tätortsgraden i kommunen var den 1 november 1960 48,6 procent.

## Politik

### Mandatfördelning i valen 1938–1970
| 10 |  | 8 | 3 | 3 |

| 24 |

| 11 | 8 | 3 | 3 |

| 24 |

| 11 | 7 | 5 | 2 |

| 23 |

| 12 | 6 | 6 |  |

| 23 |

| 11 | 4 | 7 | 3 |

| 23 |

| 11 | 5 | 6 | 3 |

| 23 |

| 13 | 5 | 5 | 2 |

| 23 |

| 11 | 6 | 5 | 3 |

| 22 |

| 12 | 6 | 4 |  | 2 |

| 23 |